# Sabrina Tröster
Sabrina Tröster (* 19. Oktober 2004 in Reutlingen) ist eine deutsche Handballspielerin.

## Karriere

### Im Verein
Sabrina Tröster wechselte bereits in der Jugend von ihrem Stammverein VfL Pfullingen zur TuS Metzingen. Zur Saison 2022/23 erhielt sie ihren ersten Profivertrag für das Erstligateam. Zeitgleich wurde sie in dieser Saison mit einem Zweitspielrecht für den Zweitligisten SG H2Ku Herrenberg ausgestattet. Zum Ende der Saison stieg Herrenberg in die 3. Liga ab und Tröster stand wieder ausschließlich im Kader von Metzingen. Mit Metzingen gewann sie 2024 den DHB-Pokal.

### In Auswahlmannschaften
Tröster stand im Kader der deutschen Juniorinnen-Nationalmannschaft, mit der sie den neunten Platz bei der U-20-Weltmeisterschaft 2024 belegte.
Am 6. März 2025 gab sie ihr Debüt für die A-Nationalmannschaft gegen Frankreich.